# 위키베이스 (확장)
위키베이스(Wikibase)는 중앙 저장소에서 버전이 지정된 반정형 데이터로 작업하기 위한 미디어위키 확장들의 모임이다. 미디어위키에서 일반적으로 사용되는 위키텍스트의 비정형 데이터 대신 JSON을 기반으로 한다. 주요 구성 요소는 데이터를 저장하고 관리하기 위한 확장 기능인 위키베이스 저장소와 위키베이스 저장소에서 구조화된 데이터를 검색하고 삽입할 수 있는 위키베이스 클라이언트이다. 위키미디어 독일의 위키데이터를 위해 개발되었으며 사용된다.
위키베이스 링크의 데이터 모델은 개별 "항목", 이를 설명하는 레이블 또는 식별자(다양한 언어로 제공될 수 있음), 항목에 "속성"을 부여하는 의미론적 설명을 포함하는 "엔티티"로 구성된다. 이러한 속성은 데이터베이스 내의 다른 항목이거나 텍스트 정보일 수 있다.
위키베이스에는 자바스크립트 기반 사용자 인터페이스가 있으며 다양한 형식으로 데이터 전체 또는 하위 집합 내보내기를 제공한다. 이를 사용하는 프로젝트에는 위키데이터, 위키미디어 공용, 유로피아나의 이글 프로젝트, 링구아 리브레, 팩트그리드 및 오픈스트리트맵 위키가 포함된다.

## 같이 보기
- 문서 지향 데이터베이스
- 속성 (컴퓨터 과학)
- 프로퍼티 (프로그래밍)
- 시맨틱 미디어위키
- 트리플스토어